# West Liberty (Virgínia Ocidental)
West Liberty é uma cidade  localizada no estado norte-americano de Virgínia Ocidental, no Condado de Ohio.

## Demografia
Segundo o censo norte-americano de 2000, a sua população era de 1220 habitantes.
Em 2006, foi estimada uma população de 1239, um aumento de 19 (1.6%).

## Geografia
De acordo com o United States Census Bureau tem uma área de
1,7 km², dos quais 1,7 km² cobertos por terra e 0,0 km² cobertos por água.

## Localidades na vizinhança
O diagrama seguinte representa as localidades num raio de 12 km ao redor de West Liberty.